# Atlas Danicus
Atlas Danicus er en statistisk-topografisk beskrivelse af Danmark forfattet (eller snarere redigeret) af Peder Hansen Resen i anden halvdel af 1600-tallet som selvstændige bind om landets ulige dele. Værket blev ikke udgivet i samtiden; først i det 20 århundrede er de enkelte dele udgivet.

## Tilblivelse
Resens hensigt var at give en beskrivelse af Danmark, indeholdende udførlige oplysninger om ethvert steds historie og mindesmærker.

### Indsamlingen af oplysninger
Allerede i 1666 lod han sin første opfordring udgå til gejstligheden om at gøre indberetning til ham til brug ved værkets udarbejdelse; det var da væsentlig antikviteterne, han havde opmærksomheden henvendt på, men i senere anmodninger til gejstligheden om dens bistand (1681 og 1686) udbad han sig desuden underretning om landets fysiske ejendommeligheder, dets fauna og flora med videre.

### Udgivelsestiltag
På grundlag af de således indkomne relationer, af hvilke enkelte endnu er bevarede, og sine egne samlinger udarbejdede Resen sit atlas, hvori han tillige indførte en mængde aktstykker og breve, på dansk, og man får en forestilling om det uhyre arbejde, der var nedlagt heri, når man hører, at materialet til det optog 30 folianter. Dertil lod han optage kort, prospekter i fugleperspektiv og andre afbildninger, som blev stukket i kobber eller skåret i træ.
Resen indså, at få et så stort værk udgivet var i samtiden uoverkommeligt, og han lod derfor i sine sidste leveår Johan Brunsmand og andre gøre uddrag deraf på latin til trykken. Som prøver havde han (1675 og 1677) ladet trykke beskrivelserne over Samsø og København; mere kom desværre aldrig ud, selvom Resen fik forskellige begunstigelser til værkets udgivelse, der 1685 var så nær forestående, at der blev nedsat en kommission til at gennemse det. Efter hans død gjorde enken, hvem det ifølge hans testamente pålagde at besørge atlasset udgivet, skridt dertil, idet hun overdrog magister Christian Aarsleb at forestå trykningen; men da hun selv snart efter døde, og Aarsleb 1692 blev landsbypræst, blev udgivelsen til intet.

## Indholdet
Værket skulle indeholde alt hvad man vidste om:
- kæmpehøje, offersteder, helligkilder,
- indskrifter af alle slags (epitafier, ligsten, døbefonte, kirkeportaler, byporte, kirkeklokker, runesten),
- købstædernes byvåbener, stednavnes oprindelse,
- navne, kaldsår og dødsår for præsterne siden reformationen[2].

Redaktionen af værket blev tilrettelagt efter systematisk formidling af oplysninger: for købstædernes vedkommende således: navn, beliggenhed, næringsveje, byvåben, kirker og præster, indskrifter, gamle klostre, hospitaler og skoler, rådhus og borgmestre, slotte og lensmænd, købstadsprivilegier, markedsdage, historiske begivenheder samt berømte mænd med deres tildragelser – illustreret med kortplancer over købstæderne og billeder af bygninger med mere.

## Overleveringen
Hovedværket tillige med de fleste af kobberpladerne endte i Københavns Universitetsbibliotek, med hvilket det brændte 1728 ved Københavns brand. Resens bearbejdede værk, og de mange noter, i alt 39 folianter forsvandt, men der eksisterede en afskrift af de 7 bind folianter som af Resen var blevet udarbejdet for trykken. Afskriften var blevet foretaget på ordre af gehejmeråd Vincents Lerche. Efter branden indså Lerche at hans afskrift var blevet uvurderlig, og han holdt den for sig selv, og det samme gjorde hans søn som arvede den. Men da sønnen lå på dødslejet testamenterede han værket til kongen og det blev dermed tilgængeligt for arkitekten Laurids de Thurah som selv var i gang med at skrive et stort værk om København. Han fik afskriften til låns og fik selv foretaget en afskrift af dette. Kongens afskrift brændte under Christiansborgs brand 1794 og kun Thurahs var tilbage. Dette blev doneret til Det Kongelige Bibliotek hvor det findes den dag i dag.

## Udgivelsen
I løbet af 1900-tallet (fra den første udgave af Bornholms-beskrivelse i 1925 til det sidste bind der beskriver Vestsjællands købstæder i 1996) blev det meste af manuskriptet trykt både i den originale latinske version og i dansk udgave, foruden at de mange kobbertavler som havde overlevet branden (nogle gik tabt) også udkom i separate værker.
Udgivelsen af de enkelte bind (del, ansvarshavende, udgivelsesår):
- I, A: se nedenfor
- I, B-D: København (ved Resen 1677)
- II, A: Roskilde (ved J. Knudsen, 1929)
- II, B-E og K-O: Vestsjællands købstæder (ved H. Hertig, 1996)
- II, F-J: Sydsjælland (ved G. Knudsen, 1935)
- II, P-R og I, A: Køge, Frederiksborg og Slangerup samt Sjælland som helhed og om landdistrikterne (ved H. Hertig, 1994)
- II, S-T: Helsingør og Hven (ved J. Knudsen, 1928)
- III, A: Møn (ved H. Hertig, 1990)
- III, B: Bornholm (ved J. Knudsen, 1925)
- III, C: Færøerne (ved J. Rischel og P. Skårup, 1972)
- IV: Fyn (ved J. Isager, 1984)
- V, A: Lolland-Falster, Langeland, Tåsinge, Ærø, Als (ved H. Hertig, 1987)
- V, B: Samsø (ved Resen 1675)
- VI, A: Aalborg Stift (ved T. W. Lassen, 1982)
- VI, B: Viborg Bispedømme (ved G. Knudsen, 1934)
- VI, C: Århus Stoft (ved H. Søgaard, 1967)
- VI, D: Ribe Stift (ved S. L. Nielsen, 1987)
- VII, A: Gotland (J. Isager og T. W. Larsen, 1993)
- VII, B: Island
- VII, C: Grønland (J. Kisbye Møller, 1987)